# Агава нитеносная
Агава нитеносная (лат. Agave filifera) —— вид суккулентных растений рода Агава семейства Спаржевые.

## Ботаническое описание
Средне- или мелкоразмерный вид агавы, формирующий привлекательные розетки кожистых листьев с жестким шипом на конце. Розетки прикорневые, плотные, 30-65 см в диаметре с 60-100 листьями. Листья темно-зеленой окраски с отделяющимися волокнами вдоль края листовой пластинки, тонкие, 2-4(-5) см шириной и длиной 15—30(-40) см. Прямые, ланцетовидные, суженные к основанию, выпуклые с обеих сторон от основания до середины листовой пластинки, с 2-3 почковыми отметинами (белые линии) на поверхности. 
Соцветия высотой до 2,5 метров с плотно расположенными мелкими цветками.

### Распространение и экология
Точный природный ареал неизвестен, скорее всего северные районы Мексики.

## Хозяйственное значение и использование
Вид широко распространен в декоративном садоводстве европейских стран, однако практически все экземпляры являются вегетативными клонами от пары растений, интродуцированных в прошлом веке. Неприхотлив в выращивании в открытом грунте в регионах с понижением зимних температур до -8С, также подходит для горшечной культуры. 

## Классификация

### Таксономия
Agave filifera Salm-Dyck, 1834, Hort. Dyck. : 309
Вид Агава нитеносная относится к роду Агава (Agave) семейства Спаржевые (Asparagaceae) порядка Спаржецветные (Asparagales). Таксономическая схема в соответствии с Системой APG IV по состоянию на июнь 2023 года:
|  |                                      |  |                                   |                                   |                     |  | ещё 13 семейств | ещё 13 семейств |                      |  |  |  | еще 272 подтверждённых вида и 159 таксонов, ожидающих подтверждения |
|  |                                      |  |                                   |                                   |                     |  | ещё 13 семейств | ещё 13 семейств |                      |  |  |  | еще 272 подтверждённых вида и 159 таксонов, ожидающих подтверждения |
|  |                                      |  |                                   | порядок Спаржецветные             |                     |  |                 |                 | род Агава            |  |  |  |                                                                     |
|  |                                      |  |                                   | порядок Спаржецветные             |                     |  |                 |                 | род Агава            |  |  |  |                                                                     |
|  | отдел Цветковые, или Покрытосеменные |  |                                   |                                   | семейство Спаржевые |  |                 |                 | вид Агава нитеносная |  |  |  |                                                                     |
|  | отдел Цветковые, или Покрытосеменные |  |                                   |                                   | семейство Спаржевые |  |                 |                 |                      |  |  |  |                                                                     |
|  |                                      |  | ещё 63 порядка цветковых растений | ещё 63 порядка цветковых растений |                     |  |                 | ещё 117 родов   | ещё 117 родов        |  |  |  |                                                                     |
|  |                                      |  |                                   | ещё 63 порядка цветковых растений |                     |  |                 |                 | ещё 117 родов        |  |  |  |                                                                     |

### Синонимы
- Agave filamentosa Salm-Dyck
- Agave filifera var. adornata Scheidw.
- Agave filifera var. filamentosa (Salm-Dyck) Baker
- Agave filifera var. pannosa K.Koch
- Agave pseudofilifera H.Ross & Lanza
- Bonapartea filamentosa (Salm-Dyck) Boucen.